# Кузнецова, Капитолина Леонидовна
Капитоли́на Леони́довна Кузнецо́ва (9 ноября 1923, Аристово, Яранский уезд, Вятская губерния, РСФСР ― 27 марта 2007, Йошкар-Ола, Марий Эл, Россия) ― советский и российский общественный деятель, музеевед, краевед. Директор Музыкального училища им. И. С. Палантая (1963―1965) и Дома пионеров г. Йошкар-Олы Марийской АССР (1966―1978). Заслуженный работник культуры Республики Марий Эл (1998). Почётный гражданин города Йошкар-Олы (1988). Член ВКП(б).

## Биография
Родилась 9 ноября 1923 года в деревне Аристово ныне Яранского района Кировской области.
Член ВКП(б), работала на родине партийным и комсомольским работником. В 1955 году окончила Марийский педагогический институт имени Н. К. Крупской. В 1955-1957 годах ― партработник в п. Куженер Марийской АССР. С 1957 года вновь в Йошкар-Оле: в 1963―1965 годах ― директор музыкального училища, в 1966―1978 годах ― директор Дома пионеров. В 1983 году на базе Дома пионеров стала организатором Музея пионерской славы. В 1988 году присвоено звание «Почётный гражданин Йошкар-Олы».
Является один из инициаторов и активных участников издания республиканской Книги Памяти в 16 томах, выходившей в 1993―1997 годах.
В 1998 году удостоена звания «Заслуженный работник культуры Республики Марий Эл». Награждена медалью «За трудовую доблесть» и Почётной грамотой Президиума Верховного Совета Марийской АССР.
Скончалась 27 марта 2007 года в Йошкар-Оле, похоронена там же.

## Признание
- Заслуженный работник культуры Республики Марий Эл (1998)[2]
- Почётный гражданин Йошкар-Олы (1988)[2]
- Медаль «За трудовую доблесть» (1948)[2]
- Медаль «За доблестный труд. В ознаменование 100-летия со дня рождения Владимира Ильича Ленина»
- Почётная грамота Президиума Верховного Совета Марийской АССР (1983)[2]